# Tavon Wilson
Tavon Wilson, ameriški igralec ameriškega nogometa, * 19. marec 1990, Washington, ZDA.
Wilson je član ekipe New England Patriots. Igra na položajih sekundarne linije. Za časa igranja univerzitetnega nogometa je bil član Univerze v Illinoisu. Izbran je bil z 48. izborom na naboru lige NFL leta 2012.